# Alphée Dubois
Pour les articles homonymes, voir Dubois.
Alphée Dubois est un médailleur et dessinateur de timbre-poste né le 17 juillet 1831 à Paris et mort le 6 septembre 1905 à Clamart.

## Biographie
Fils du graveur Joseph Eugène Dubois et d'Uranie Virginie Béthune, Alphée Dubois se marie à Rose Marie Catherine Novelli en 1860 à Rome. Il est le père d'Henri Alfred Auguste Dubois (1859-1943) qui devint également médailleur et sculpteur, et de Virginie Dubois, belle-mère du parfumeur François Coty.
Alphée Dubois est l'élève de Francisque Duret et de Jacques-Jean Barre à l'École des beaux-arts de Paris. Il obtient le premier grand prix de Rome en gravure de médaille et pierre fine en 1855  sur le thème Guerrier mourant sur l'autel de la patrie. Il étudie les modèles de l'Antiquité et se perfectionnant dans la pratique de son art à la villa Médicis à Rome de 1855 à 1860.
Après son séjour fructueux plein de rencontres et de découvertes précieuses, il exécuta successivement deux médailles : Le Pape Pie IX bénissant le prince impérial, et La Réception des ambassadeurs siamois de Fontainebleau, et reçoit de nombreuses commandes officielles de la direction des Beaux-arts.
Il a gravé en 1865 sur une sardonix les portraits de Napoléon III et de l'impératrice Eugénie.
Alphée Dubois exposa dans divers Salons et obtint des médailles en 1868 et 1869, et une médaille d'argent en 1889.
Il est nommé chevalier de la Légion d'honneur par décret du 30 décembre 1882.
En 1900, il est conservateur du musée des beaux-arts et d'archéologie de Besançon.
Il est membre du jury et hors-concours à l'Exposition universelle de 1900.
On lui doit aussi de nombreuses sculptures, dont le bas-relief L'Industrie et le Commerce ornant le fronton de la salle des Prévôts de l'hôtel de ville de Paris, et des portraits en médaillons de personnalités.
À la fin de sa vie, Alphée Dubois habitait au no 9 rue Chef-de-Ville à Clamart, où il est enterré au cimetière communal, no 26 rue du Bois-Tardieu. Son tombeau est orné d'une de ses œuvres, Les Bergers d'Arcadie, une plaque d'après Nicolas Poussin, avec l'inscription : « Et Ament Meminisse Periti » (« Que ceux qui savent, se souviennent »). Dans la même tombe repose son gendre, le graveur Alphonse Lamotte.

Alphée Dubois et son entourage
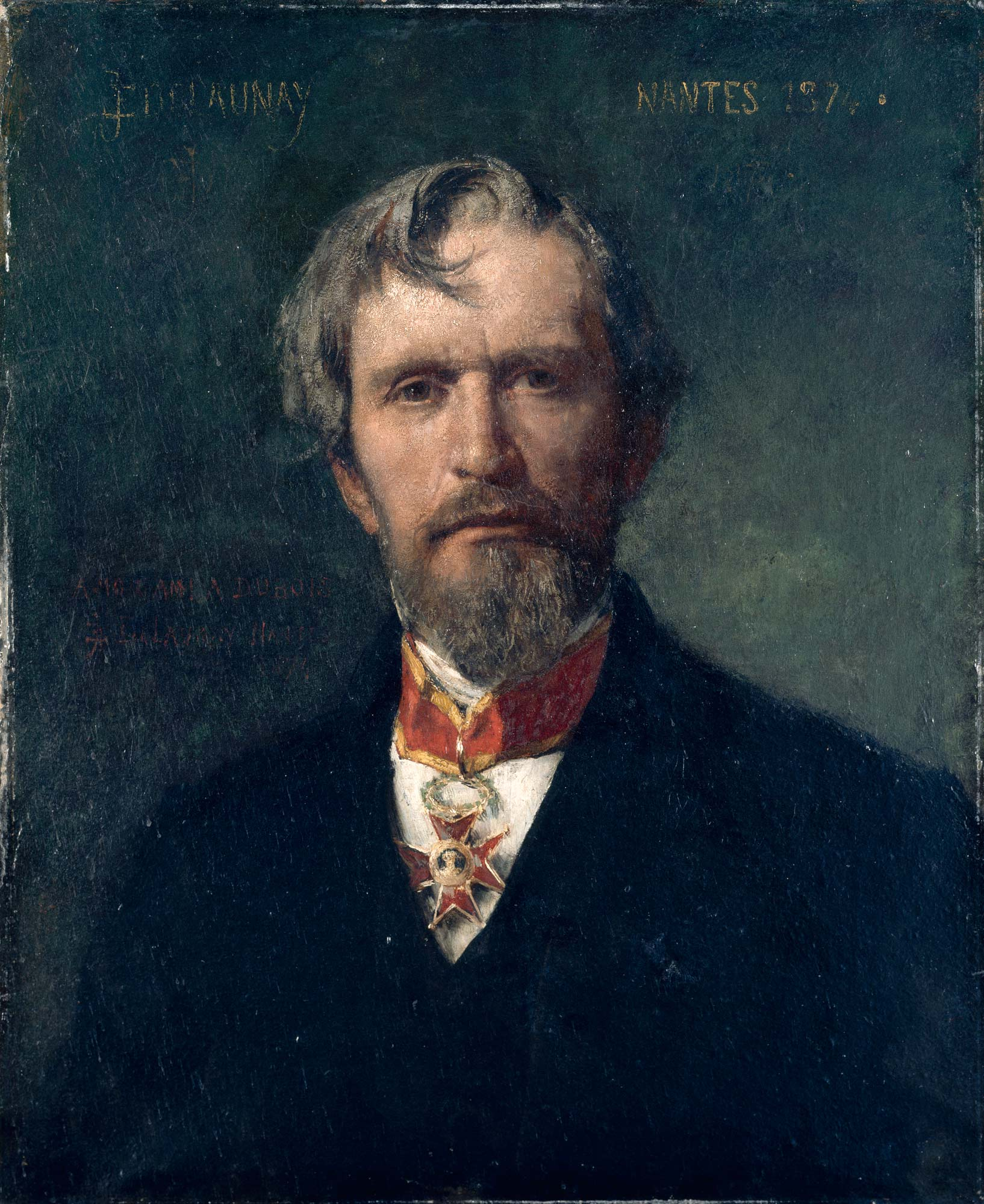
Jules-Élie Delaunay, Alphée Dubois, localisation inconnue.
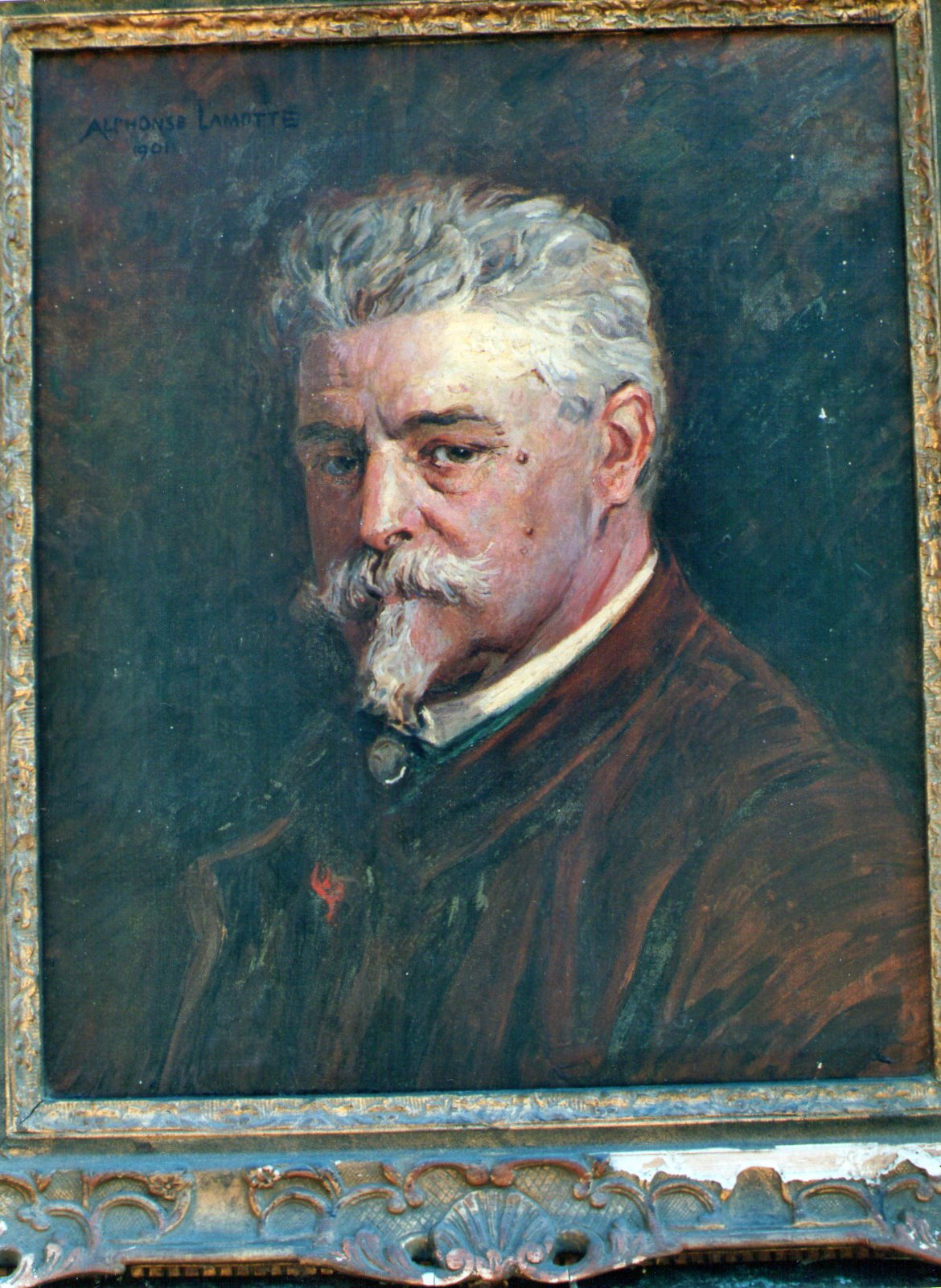
Attribué à Alphonse Lamotte, Portrait présumé d'Alphée Dubois, œuvre non sourcée, localisation inconnue.
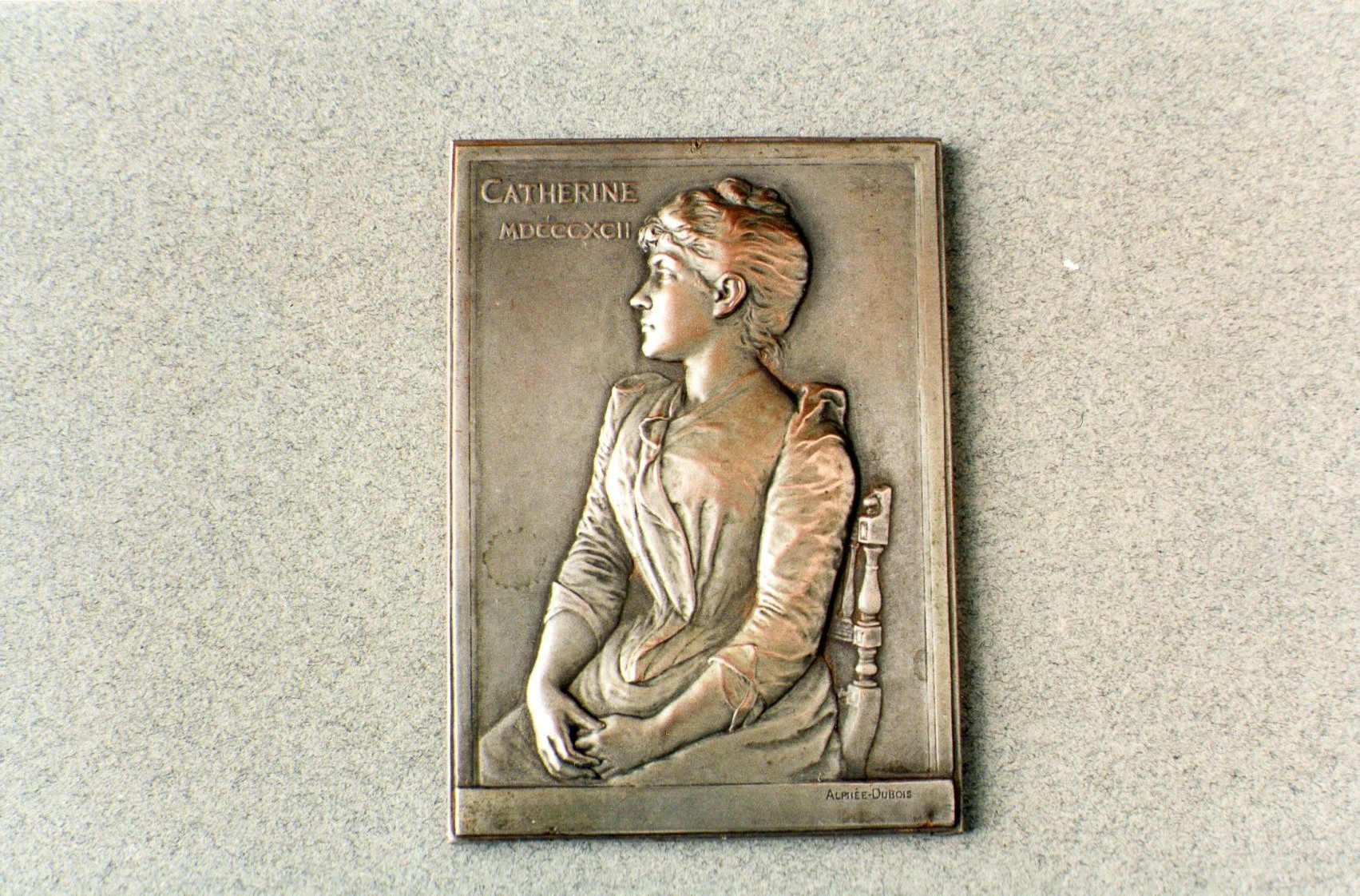
Alphée Dubois, Catherine Clarisse Eugénie Lamotte, fille de l'artiste et épouse d'Alphonse Lamotte.
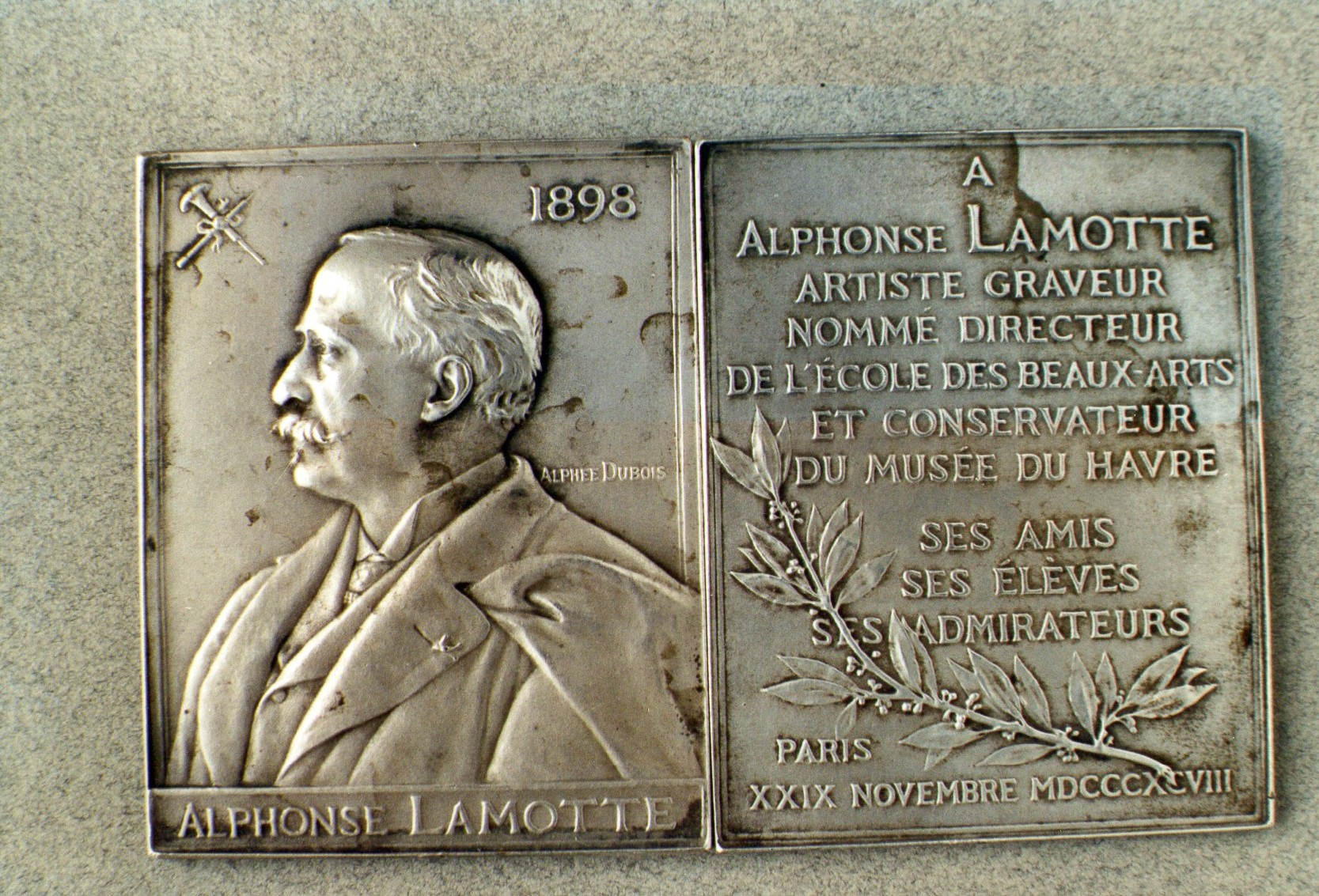
Alphée Dubois, Alphonse Lamotte.

## Œuvres
En tant que dessinateur de timbre-poste, Alphée Dubois a créé le type Alphée Dubois, dernier timbre des colonies générales destiné aux colonies françaises.

### Œuvres dans les collections publiques
- Autun, musée Rolin, Médaille : Les Allemands attaquent Autun, 1871[7].
- Douai, musée de la Chartreuse : Antoine César Becquerel, médaillon[8].
- Paris, cimetière du Père-Lachaise : Jules Janssen, 1873, bas-relief ornant la tombe de Janssen.
- Troyes, musée des beaux-arts : Passage de Vénus sur le soleil, 1871, esquisse de médaille en plâtre polychrome[9].

### Médaille
- Le Pape Pie IX bénissant le Prince Impérial.
- La Réception des ambassadeurs siamois à Fontainebleau.
- Médaille commémorative de la fondation de la manufacture nationale des Gobelins.
- Médaille de récompense pour les Conservatoires des départements, Salon de 1894[10].
- Louis Pasteur de l'Académie des sciences, 1882.
- U.J.J. Le Verrier 1811-1877. Fondateur de la Météorologie, 1884.
- Apollon, nu jouant du violon, paysage boisé, temple antique.
- République Française, femme au chignon et couronne de lauriers.
- Eugène Chevreul. Membre de L'Académie des sciences.
- Marie de Brignolles, duchesse Galliera, fondatrice du musée Galliera.
- Chambre de commerce de Marseille. 1599, après 1880[11].
- Pour la Société Astronomique de France : Médaille de la Société “la Nuit étoilée” (1887)[12], Médaille des Prix des Dames (1896), Médaille des Prix Jules-Janssen (1896)[13], et la Médaille commemorative de la Société[14].
- Médaille commémorative du passage de Vénus sur le Soleil, 1877[15].

- Médaille du Ministère de l'Agriculture, Science, Labeur.

Médailles par Alphée Dubois
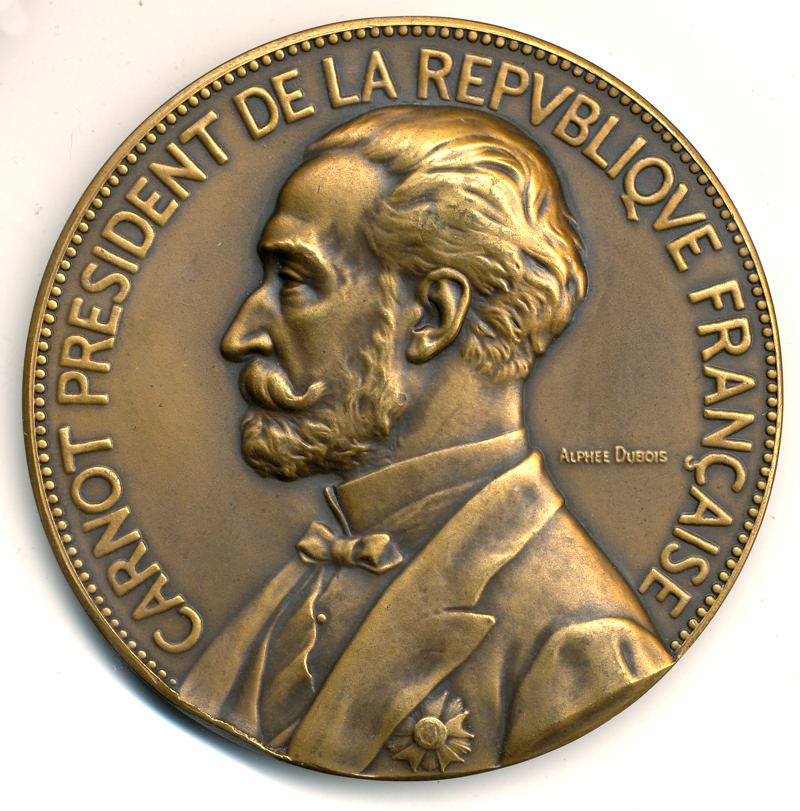
Sadi Carnot, médaille en bronze, 69 mm.
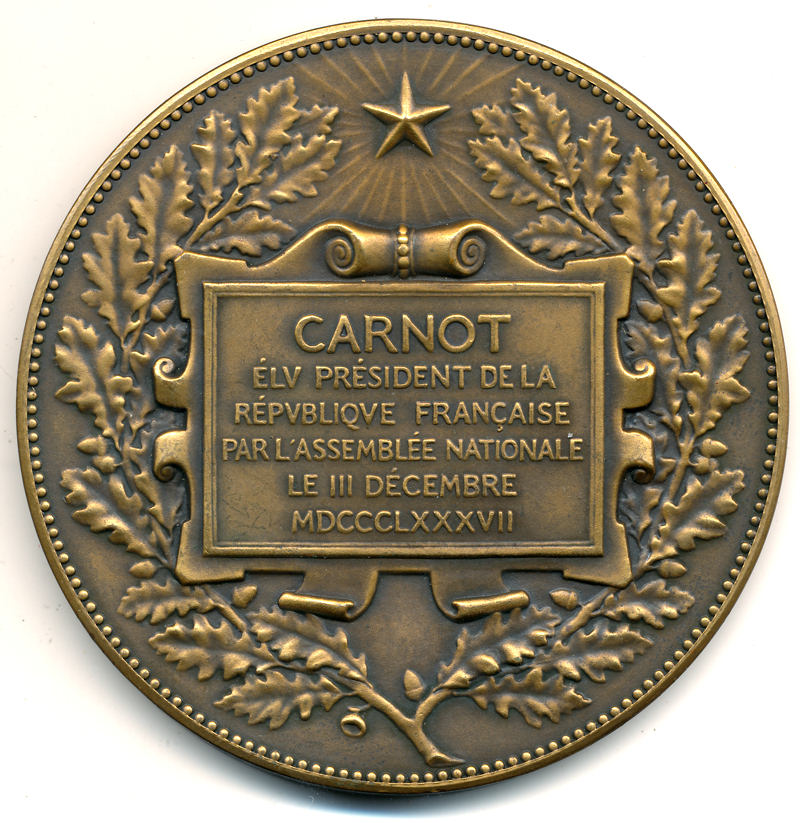
Sadi Carnot, revers.
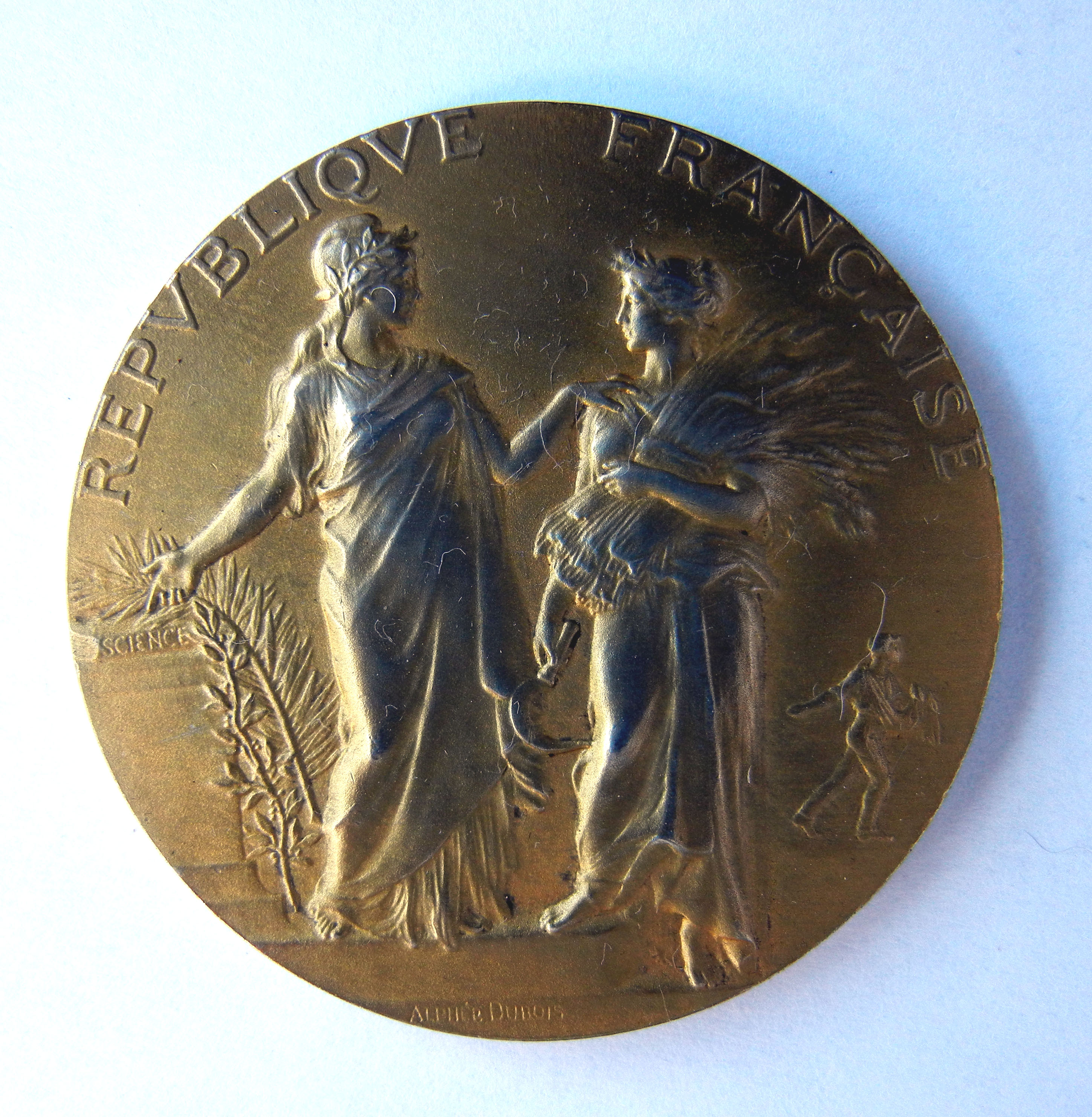
République française. Ministère de l'agriculture. Science, labeur. Concours de prime d'honneur de la Gironde (1926), médaille en argent vermeil, recto.
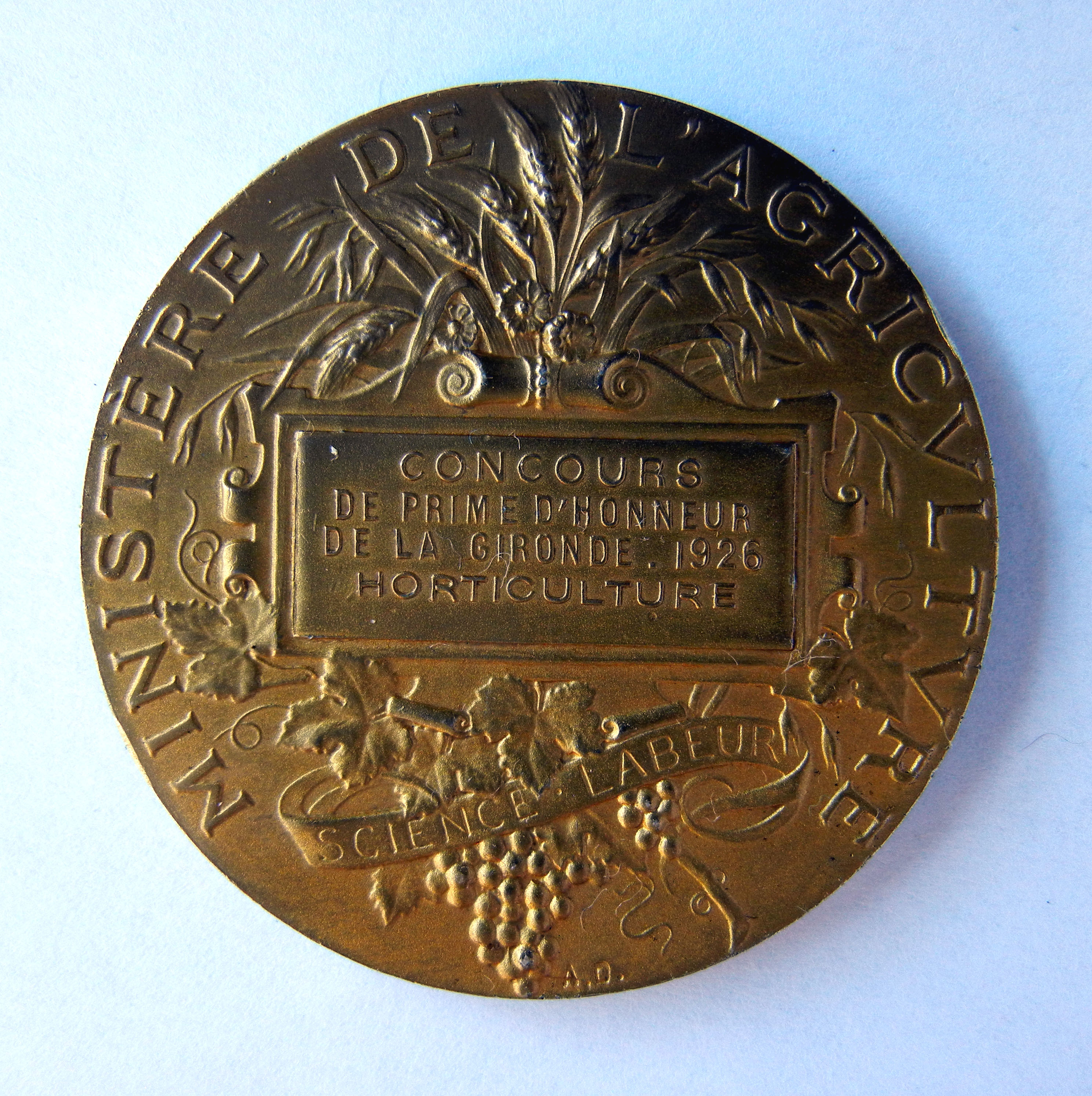
République française. Ministère de l'agriculture. Science, labeur. Concours de prime d'honneur de la Gironde (1926), médaille en argent vermeil, verso.
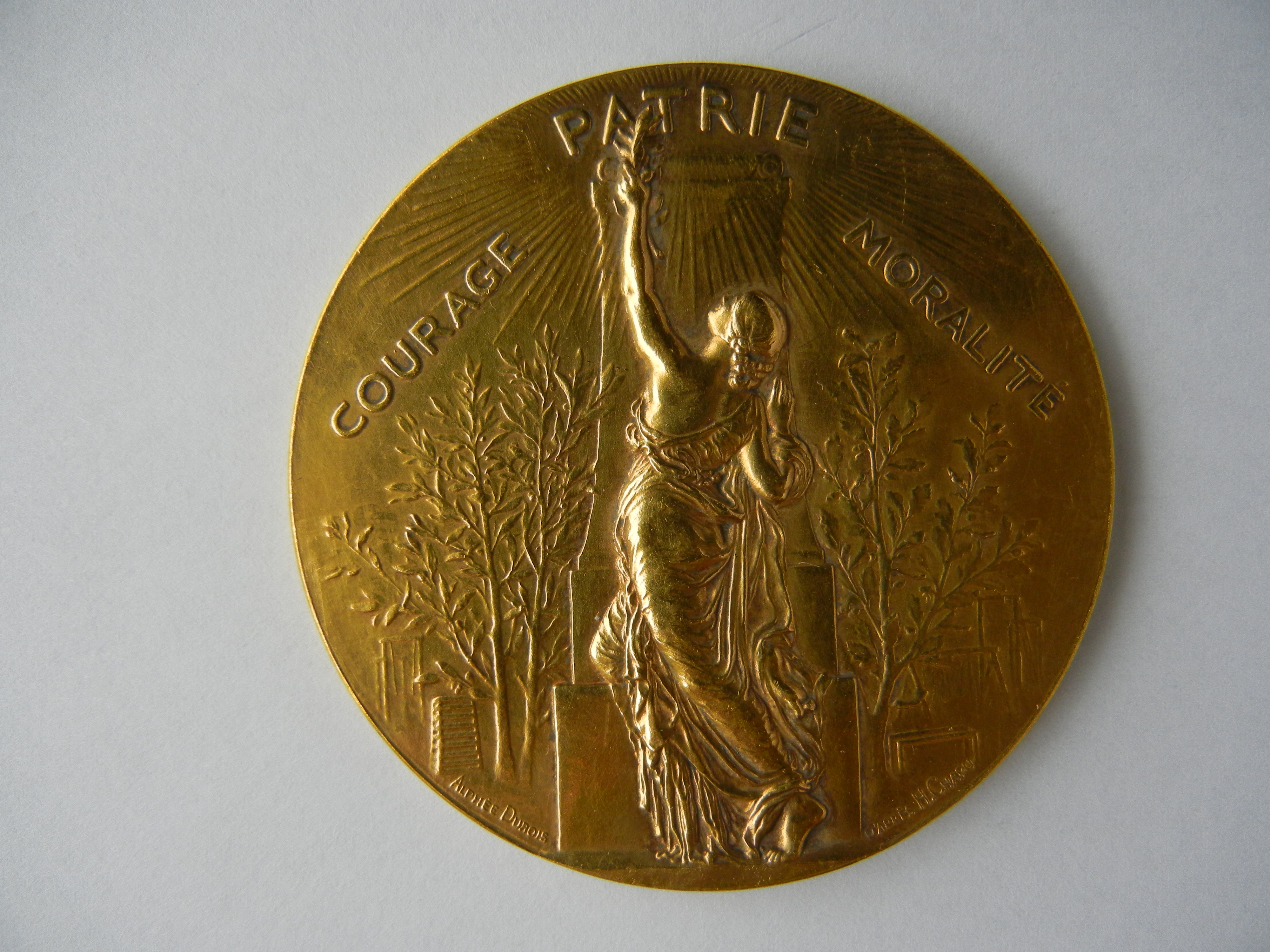
Union des sociétés de gymnastique de France fondée le 28 septembre 1873. Patrie, courage, moralité, médaille en argent vermeil, recto.
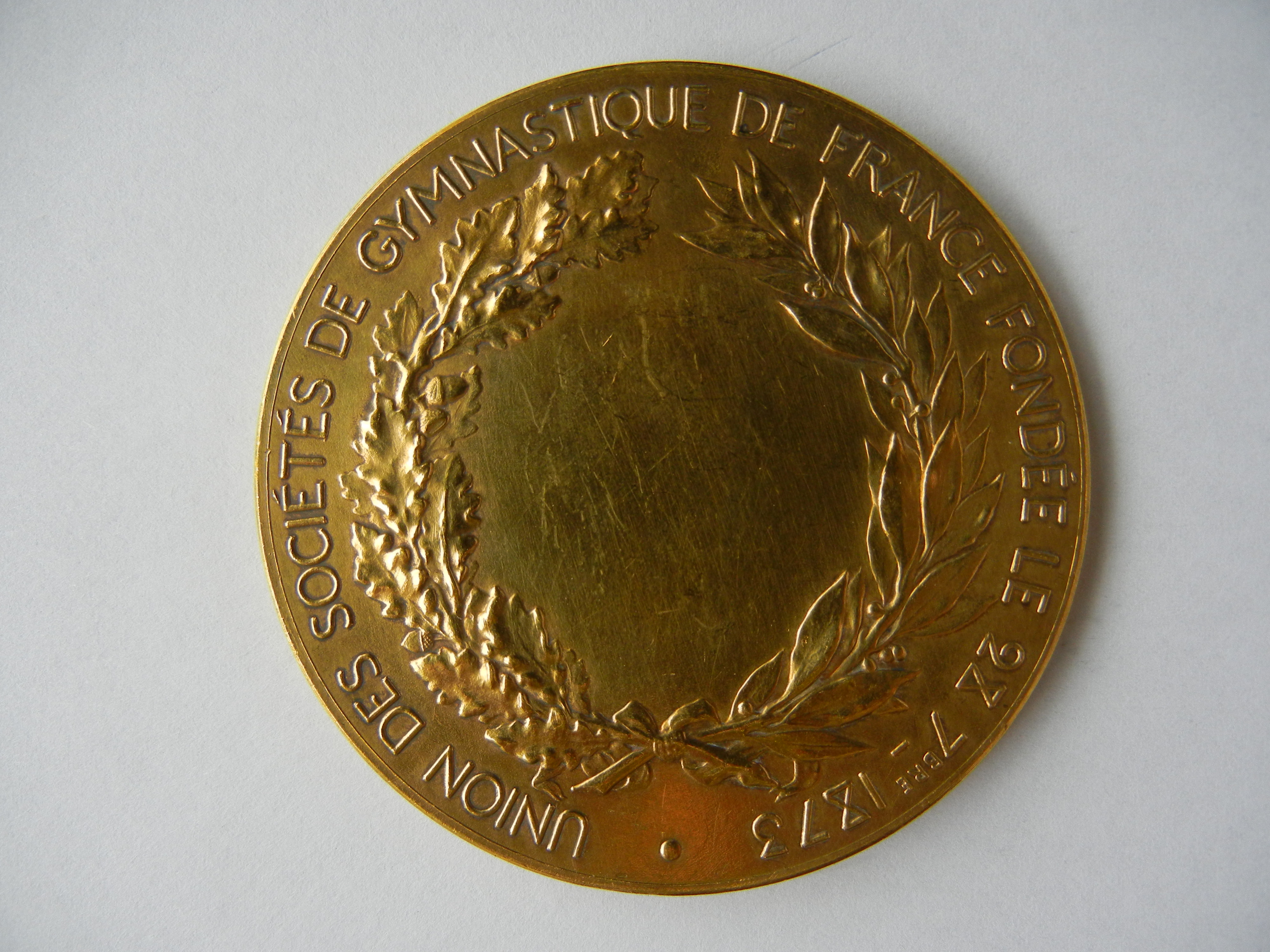
Union des sociétés de gymnastique de France fondée le 28 septembre 1873. Patrie, courage, moralité, médaille en argent vermeil, verso.
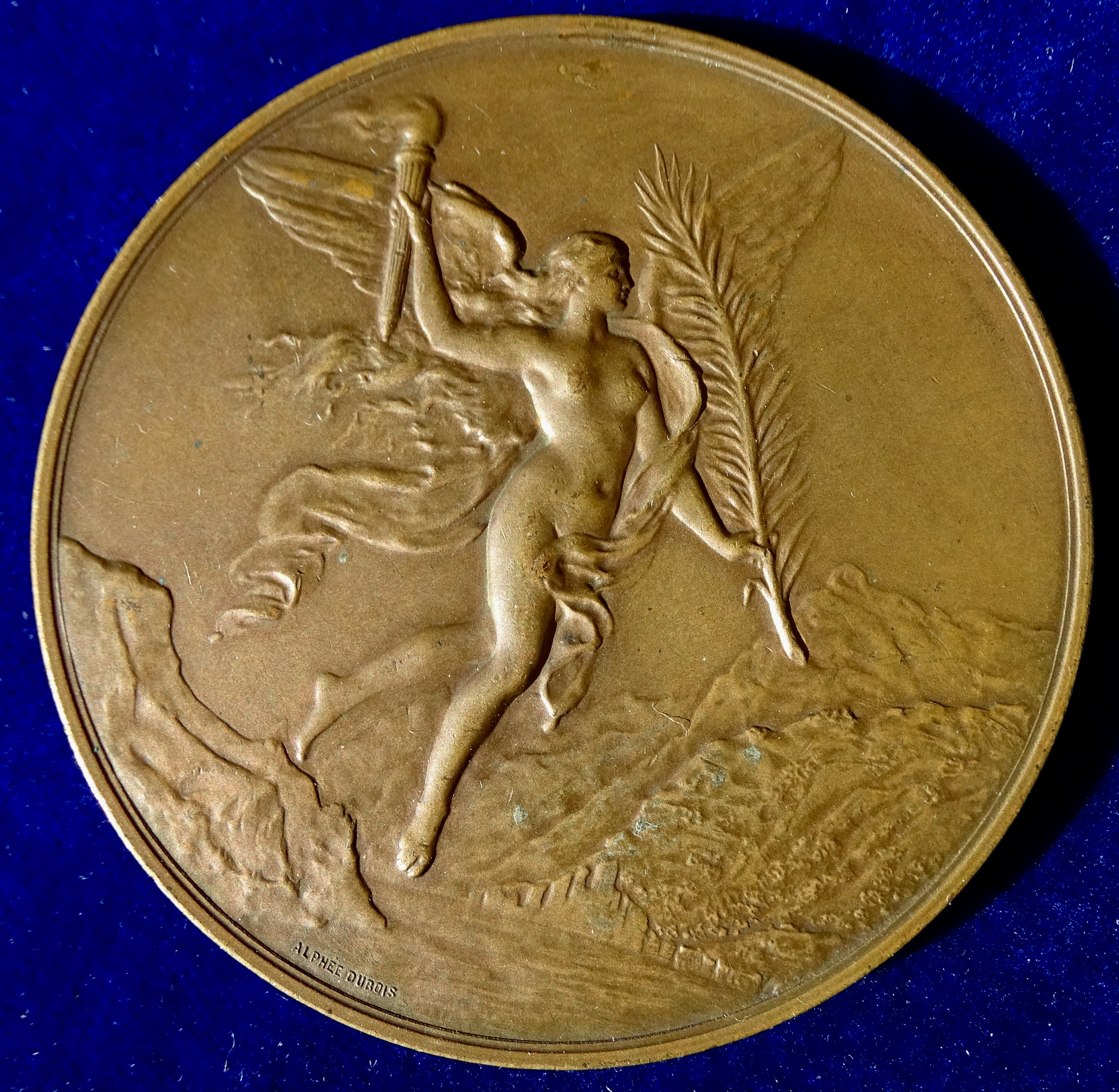
Helvetia sur Lac des Quatre-Cantons, médaille 1891 colonie suisse en france, verso
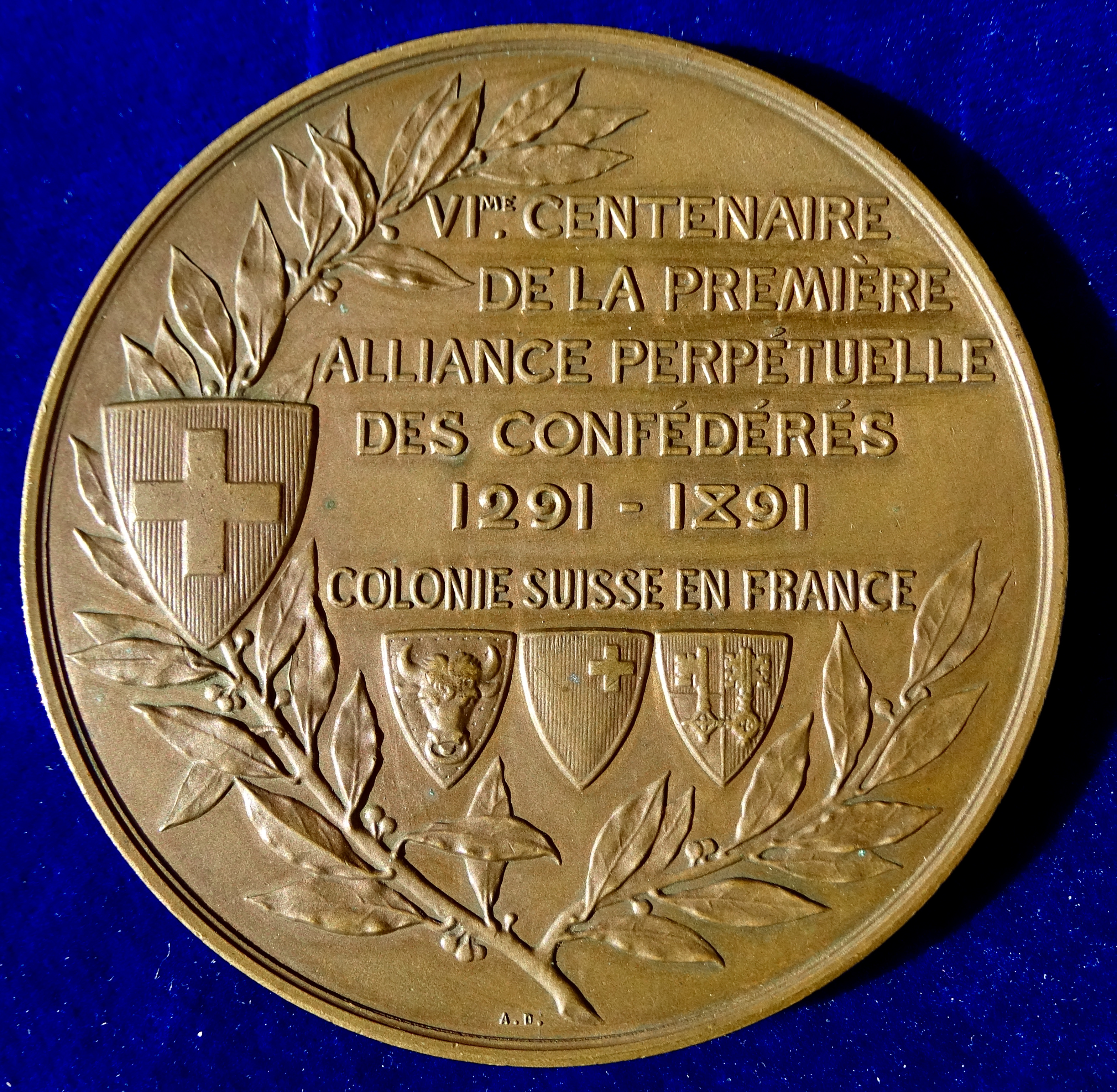
Médaille 6me centenaire de la Suisse, recto
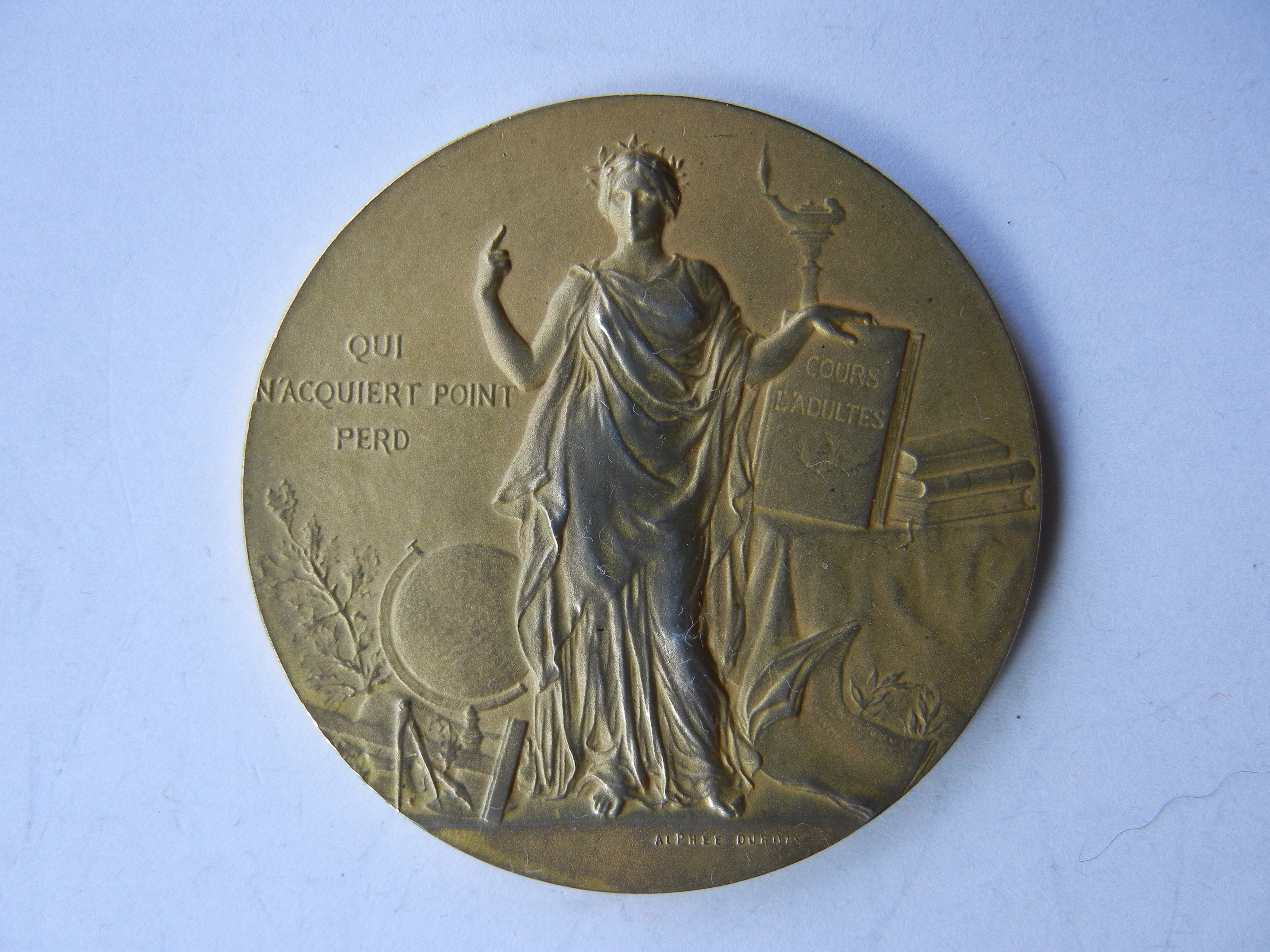
Cours d'adultes Vienne (1905), recto.
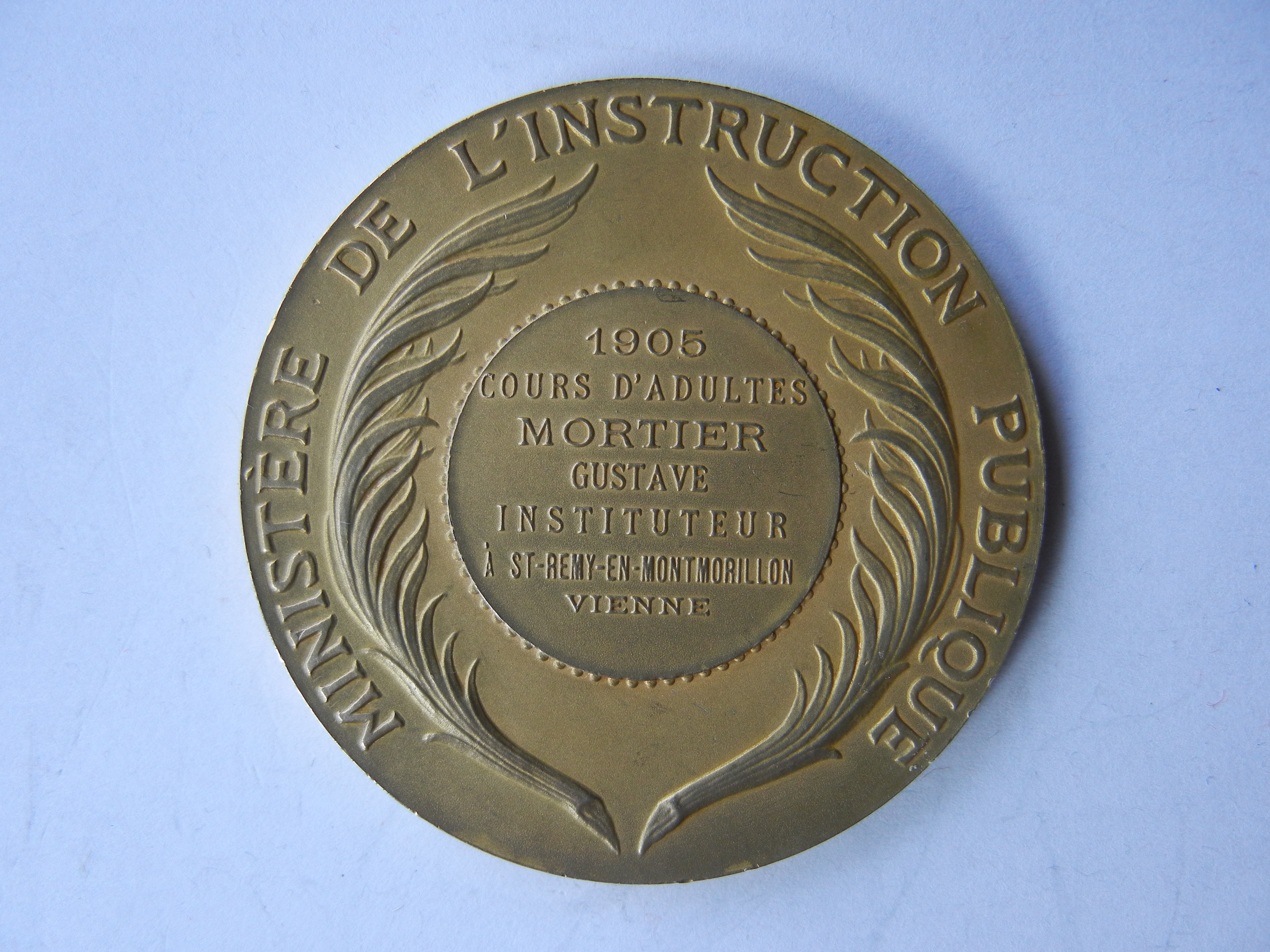
Cours d'adultes Vienne (1905), verso.
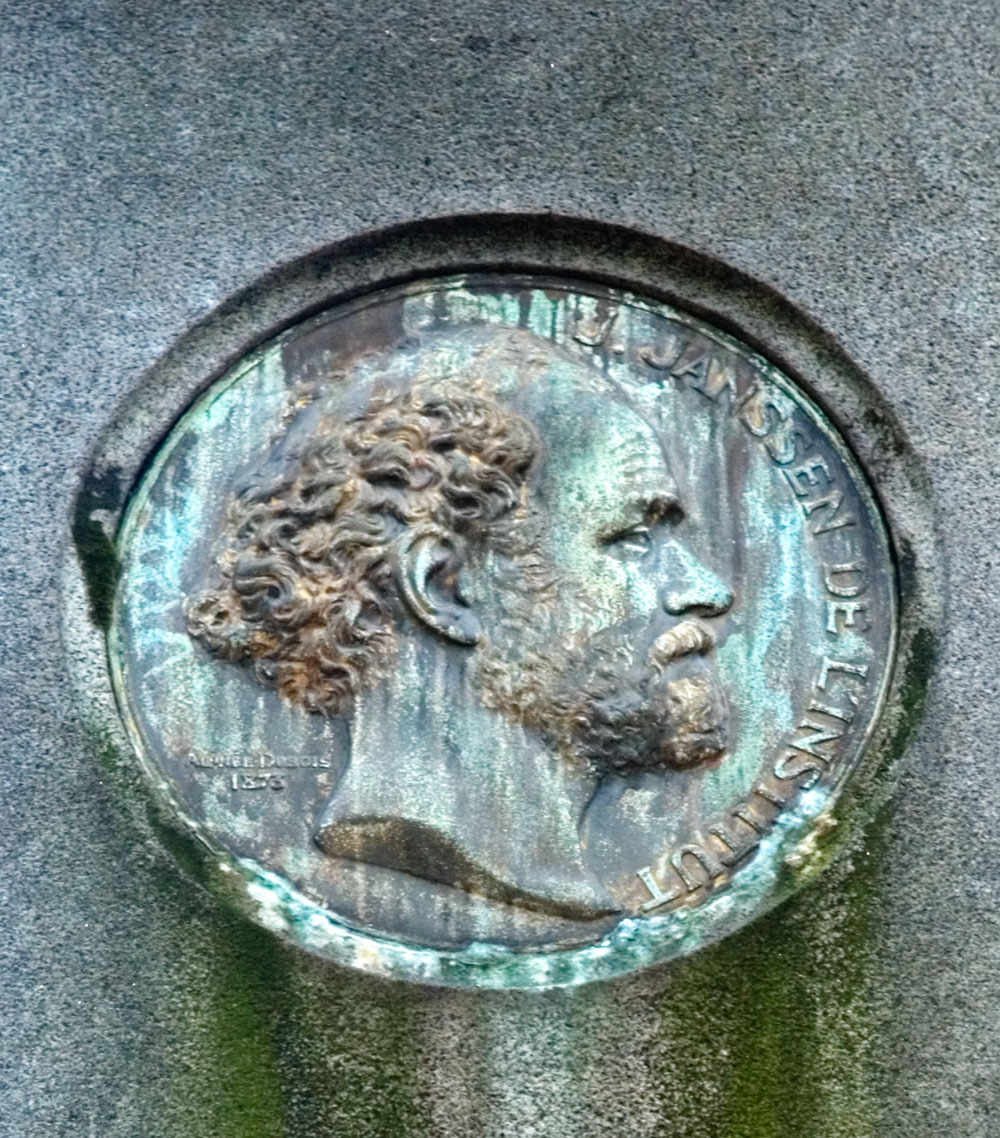
Jules Janssen (1873), bronze, Paris, cimetière du Père-Lachaise.
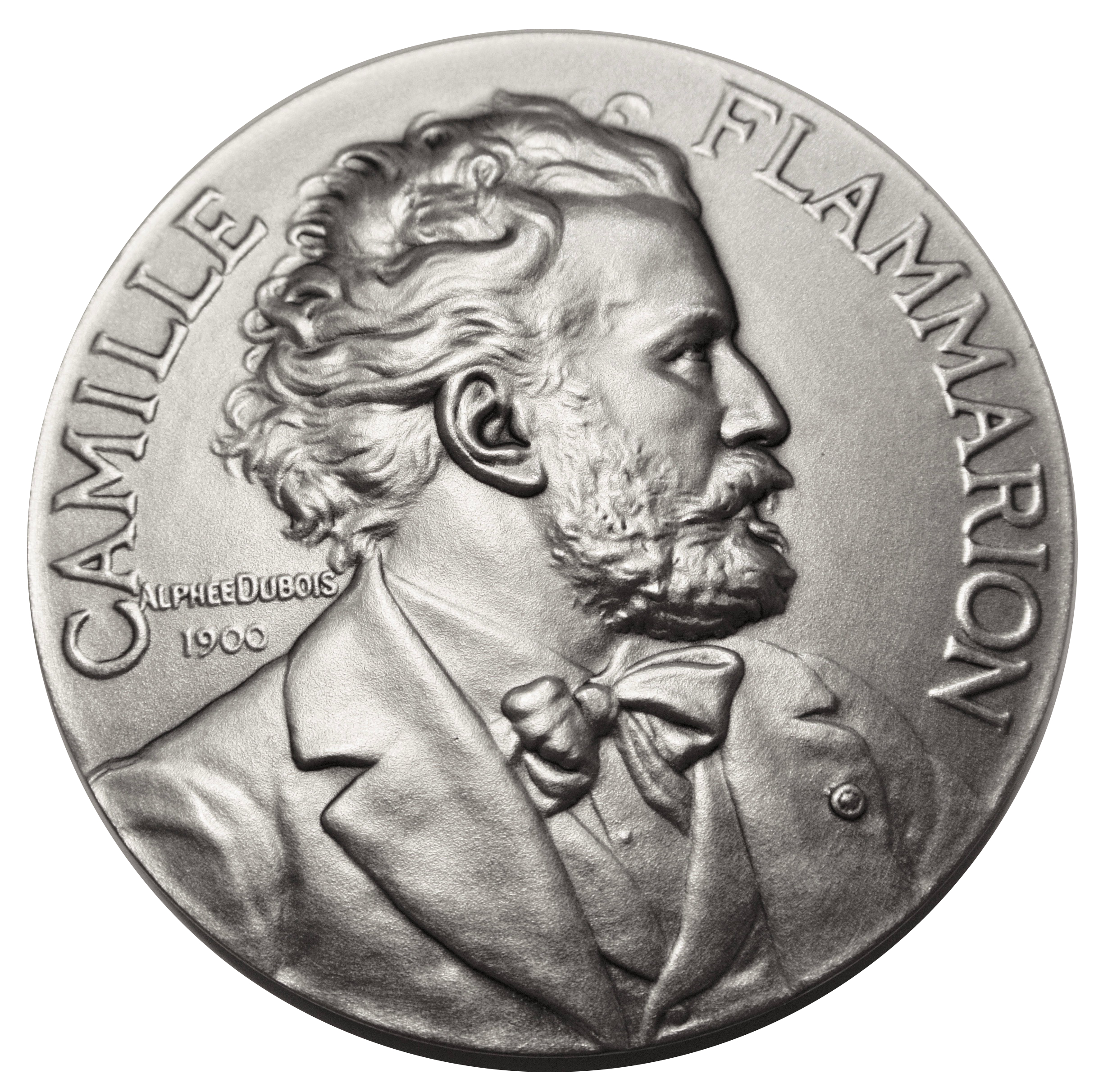
Médaille de la Société Astronomique de France (1900), recto.
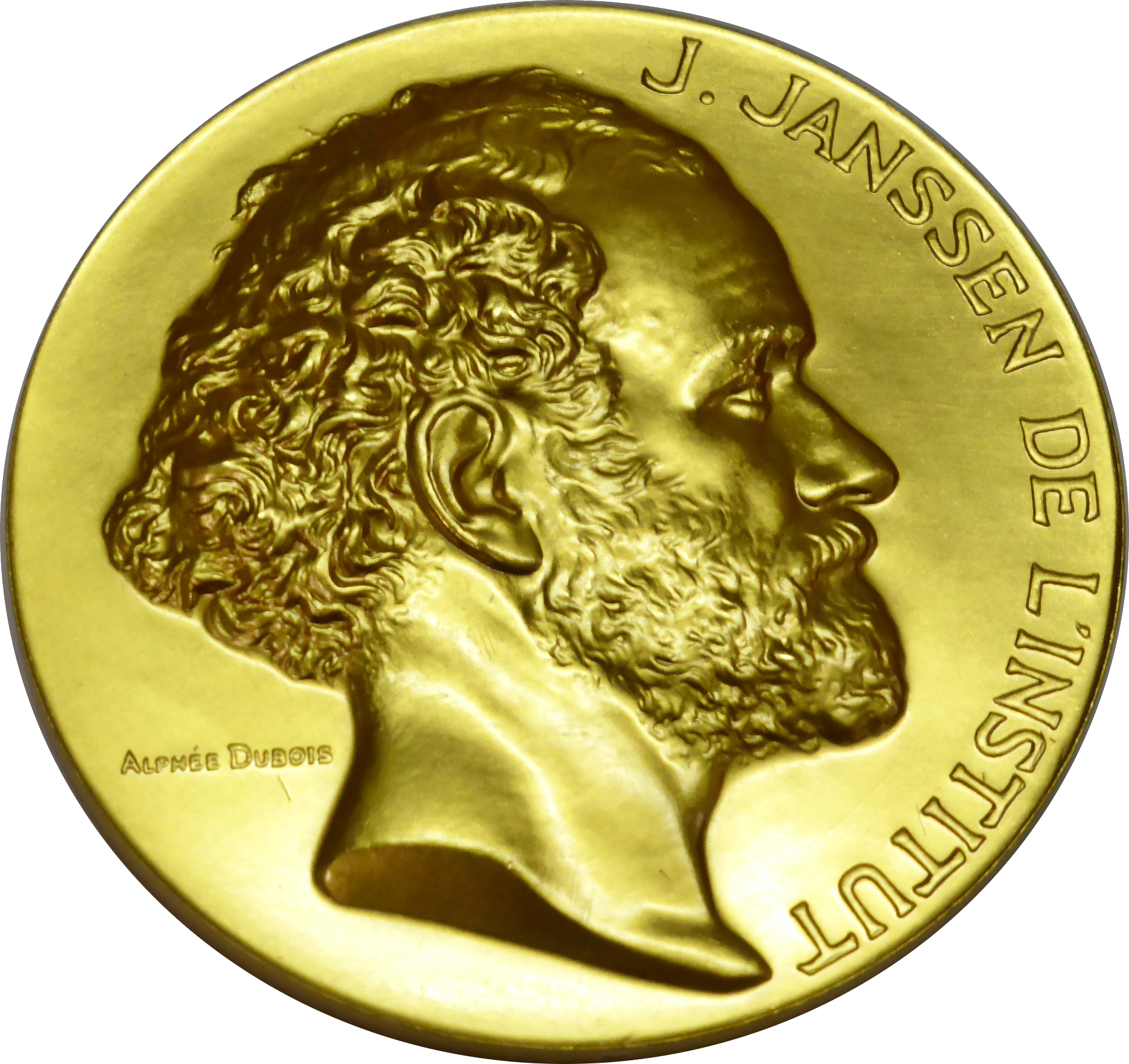
Prix Jules-Janssen de la Société astronomique de France (1896)

Timbres-poste par Alphée Dubois
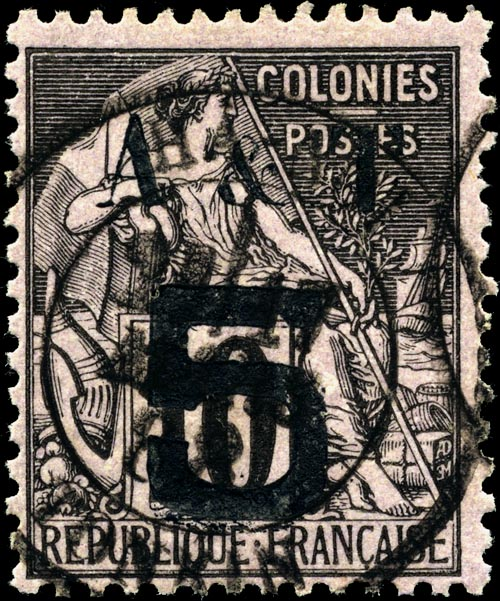
Timbre 10 c. type Alphée Dubois des Colonies françaises (1881).
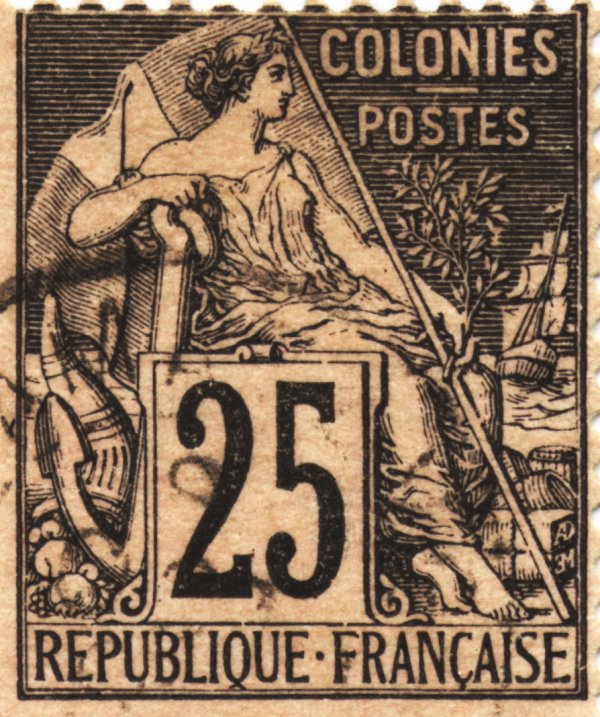
Timbre 25 c. type Alphée Dubois des Colonies françaises (1881).
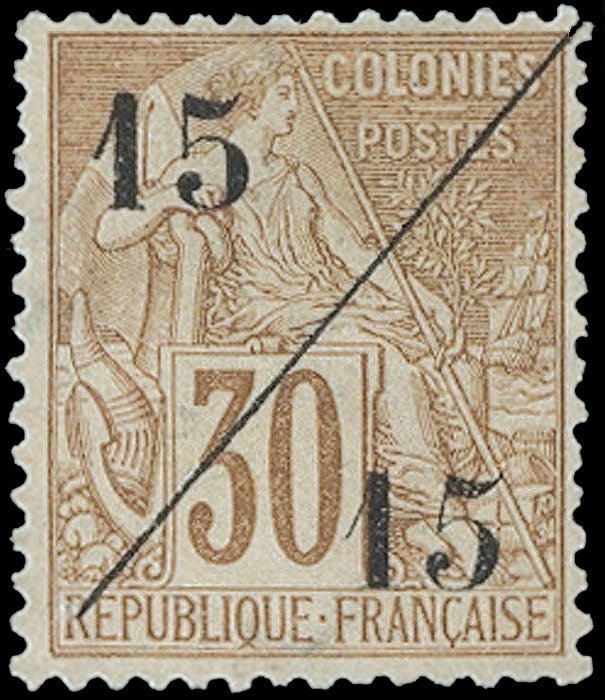
Timbre 30 c. type Alphée Dubois des Colonies françaises (1881).
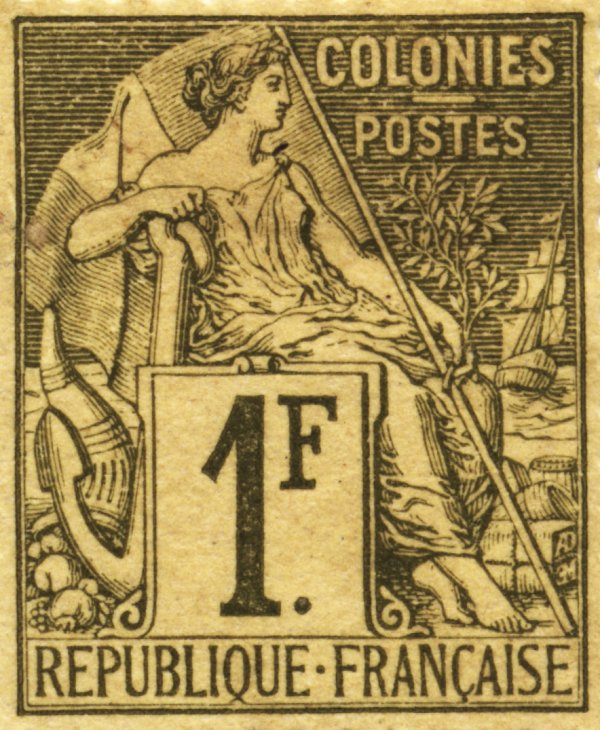
Timbre 1 F. type Alphée Dubois des Colonies françaises (1881).